# Palythoa guinensis
Palythoa guinensis is een Zoanthideasoort uit de familie van de Sphenopidae. De wetenschappelijke naam van de soort is voor het eerst geldig gepubliceerd in 1886 door von Koch.